# Río Chillarón
El río Chillarón es un curso de agua del interior de la península ibérica, afluente del Júcar. Discurre por la provincia española de Cuenca.

## Descripción
Es un curso de agua que discurre por la provincia de Cuenca. Tiene origen en otros pequeños arroyos que nacen en el entorno de las localidades de Bascuñana, Noheda, Fuentesclaras, Navalón y Jábaga, que se reúnen en Chillarón de Cuenca, desde donde su curso prosigue hacia Albaladejito y, poco después, desemboca en el río Júcar. Las aguas del Júcar, a su vez, acaban vertidas en el mar Mediterráneo.
Aparece descrito en el séptimo volumen del Diccionario geográfico-estadístico-histórico de España y sus posesiones de Ultramar de Pascual Madoz de la siguiente manera:

Arroyo en la prov. y part. jud. de Cuenca. Se forma de otros pequeños que nacen en los pueblos de Bascuñana, Nueda, Fuentes Claras, Navalon y Jabaga que se reunen en las inmediaciones del pueblo del mismo nombre; lleva agua para dar movimiento á una rueda de molino, y siguiendo su curso por Albaladejito, atraviesa el camino carretero de Cuenca á Madrid, en el que hay un puente de canteria de un solo arco. A poca dist., y sin salir del part., entra en el r. Júcar, habiendo dejando fertilizadas las tierras por donde pasó.
(Madoz, 1847, pp. 207-208)